# Guido Guerrasio
Guido Guerrasio (Milano, 9 luglio 1920 – Milano, 3 maggio 2015) è stato un regista, sceneggiatore, montatore e scrittore italiano.

## Biografia
Guerrasio si è dedicato quasi unicamente ai mondo movie, genere nato in Italia agli inizi degli anni sessanta. Nel 1948 girò il suo primo film dal titolo Amalfi. Dal 1952 scrive e gira diversi cortometraggi spesso collaborando con il direttore della fotografia Umberto Pitscheider. I cortometraggi sono realizzati in collaborazione con l'Istituto Nazionale Luce. Uno è La cavallina storna, ispirato alla poesia di Pascoli (morto quarant'anni prima). Nel 1953 produce, scrive e gira il cortometraggio I nostri nonni che attraverso la ripresa di stampe della civica raccolta di Milano mette in rassegna usi, costumi e moda della generazione milanese del secolo XIX. Nello stesso anno è alla regia di un cortometraggio a colori prodotto da La meridiana Cinematografica e attribuito a Mario Nascimbene (autore anche delle musiche): Storie della mia città. Il corto si avvale alla fotografia della collaborazione del futuro regista Giulio Gianini. Nel documentario si osservano scene di donne che ancora  lavano i panni nel noto vicolo delle lavandaie, suonatori di organetto e trasporti su chiatte dei navigli. Successivamente, nel 1957, è regista e sceneggiatore dei testi del cortometraggio Gamba di legno, documentario sulla dismissione dell'ultimo tram a vapore (il cui ricordo è ancora presente nella cultura popolare meneghina nell'espressione Gamba de Legn) che portava da Milano a Magenta. Filmò poi altre pellicole poco conosciute ad eccezione de Il Piave mormorò, l'unico lungometraggio documentario realistico di Guerrasio che ebbe, nel 1964, una certa notorietà. Il film, prodotto dalla Cineriz prende in considerazione gli avvenimenti bellici legati al fiume Piave. Nel 1969 Guerrasio contribuì al montaggio di Africa segreta dei fratelli Angelo e Alfredo Castiglioni e nel 1971 collaborò, sempre al montaggio, alla realizzazione di Africa ama dei medesimi registi, film che ottenne un notevole successo. La sua ultima pellicola fu L'Italia in pigiama, che narra dei vizi degli italiani. È stato anche aiuto regista della pellicola Africa nuda, Africa violenta del 1974.
Parallelamente al cinema, si è dedicato anche all'attività letteraria, spaziando dalla critica cinematografica e letteraria alla poesia.

## Filmografia
- Amalfi
- La leggenda di Verona
- Testamento poveri
- Le meraviglie della chimica
- La señora Volpe
- Vita del Sole
- Colore Portofino
- Tempo di pittura
- Storie dalla mia città
- Anni del 1800
- Disastro di Napoleone
- Ritmo in tre
- Storia della bicicletta
- Italia in Patagonia
- Gente dei navigli
- Il Piave mormorò
- Dal sabato al lunedì
- Africa segreta (anche sceneggiatore e montatore)
- Africa ama (anche sceneggiatore)
- Magia nuda (anche produttore)
- L'Italia in pigiama (anche montatore)